# Gran Premio motociclistico d'Austria 2022
Il Gran Premio motociclistico d'Austria 2022 è stato la tredicesima prova del motomondiale del 2022. Le vittorie nelle quattro classi sono andate a: Francesco Bagnaia in MotoGP, Ai Ogura in Moto2, Ayumu Sasaki in Moto3 e Eric Granado nelle due gare della MotoE.

## MotoGP

### Arrivati al traguardo
| Pos. | Nº | Pilota                | Squadra                     | Motocicletta       | Giri | Tempo     | Griglia | Punti |
| ---- | -- | --------------------- | --------------------------- | ------------------ | ---- | --------- | ------- | ----- |
| 1º   | 63 | Francesco Bagnaia     | Ducati Lenovo               | Ducati Desmosedici | 28   | 42'14.886 | 2º      | 25    |
| 2º   | 20 | Fabio Quartararo      | Monster Energy Yamaha       | Yamaha YZR-M1      | 28   | +0.492    | 5º      | 20    |
| 3º   | 43 | Jack Miller           | Ducati Lenovo               | Ducati Desmosedici | 28   | +2.163    | 3º      | 16    |
| 4º   | 10 | Luca Marini           | Mooney VR46 Racing          | Ducati Desmosedici | 28   | +8.348    | 13º     | 13    |
| 5º   | 5  | Johann Zarco          | Prima Pramac Racing         | Ducati Desmosedici | 28   | +8.821    | 6º      | 11    |
| 6º   | 41 | Aleix Espargaró       | Aprilia Racing              | Aprilia RS-GP      | 28   | +11.287   | 9º      | 10    |
| 7º   | 33 | Brad Binder           | Red Bull KTM Factory Racing | KTM RC16           | 28   | +11.642   | 12º     | 9     |
| 8º   | 42 | Álex Rins             | Suzuki Ecstar               | Suzuki GSX-RR      | 28   | +11.780   | 11º     | 8     |
| 9º   | 72 | Marco Bezzecchi       | Mooney VR46 Racing          | Ducati Desmosedici | 28   | +16.987   | 20º     | 7     |
| 10º  | 89 | Jorge Martín          | Prima Pramac Racing         | Ducati Desmosedici | 28   | +17.144   | 4º      | 6     |
| 11º  | 49 | Fabio Di Giannantonio | Gresini Racing              | Ducati Desmosedici | 28   | +17.471   | 10º     | 5     |
| 12º  | 88 | Miguel Oliveira       | Red Bull KTM Factory Racing | KTM RC16           | 28   | +18.035   | 17º     | 4     |
| 13º  | 12 | Maverick Viñales      | Aprilia Racing              | Aprilia RS-GP      | 28   | +20.012   | 7º      | 3     |
| 14º  | 73 | Álex Márquez          | LCR Honda Castrol           | Honda RC213V       | 28   | +26.880   | 25º     | 2     |
| 15º  | 4  | Andrea Dovizioso      | WithU Yamaha RNF            | Yamaha YZR-M1      | 28   | +29.744   | 19º     | 1     |
| 16º  | 44 | Pol Espargaró         | Repsol Honda                | Honda RC213V       | 28   | +30.994   | 15º     |       |
| 17º  | 6  | Stefan Bradl          | Repsol Honda                | Honda RC213V       | 28   | +37.960   | 18º     |       |
| 18º  | 25 | Raúl Fernández        | Tech3 KTM Factory Racing    | KTM RC16           | 28   | +42.082   | 23º     |       |
| 19º  | 32 | Lorenzo Savadori      | Aprilia Racing              | Aprilia RS-GP      | 28   | +46.666   | 24º     |       |
| 20º  | 87 | Remy Gardner          | Tech3 KTM Factory Racing    | KTM RC16           | 27   | +1 giro   | 22º     |       |

### Ritirati
| Nº | Pilota            | Squadra               | Motocicletta       | Giri | Griglia |
| -- | ----------------- | --------------------- | ------------------ | ---- | ------- |
| 21 | Franco Morbidelli | Monster Energy Yamaha | Yamaha YZR-M1      | 25   | 16º     |
| 40 | Darryn Binder     | WithU Yamaha RNF      | Yamaha YZR-M1      | 12   | 21º     |
| 30 | Takaaki Nakagami  | LCR Honda Idemitsu    | Honda RC213V       | 9    | 14º     |
| 23 | Enea Bastianini   | Gresini Racing        | Ducati Desmosedici | 6    | 1º      |
| 36 | Joan Mir          | Suzuki Ecstar         | Suzuki GSX-RR      | 0    | 8º      |

## Moto2

### Arrivati al traguardo
| Pos. | Nº | Pilota                  | Squadra                  | Motocicletta | Giri | Tempo     | Griglia | Punti |
| ---- | -- | ----------------------- | ------------------------ | ------------ | ---- | --------- | ------- | ----- |
| 1º   | 79 | Ai Ogura                | Idemitsu Honda Team Asia | Kalex        | 25   | 39'30.070 | 1º      | 25    |
| 2º   | 35 | Somkiat Chantra         | Idemitsu Honda Team Asia | Kalex        | 25   | +0.173    | 5º      | 20    |
| 3º   | 96 | Jake Dixon              | Zinia GasGas Aspar       | Kalex        | 25   | +7.854    | 4º      | 16    |
| 4º   | 51 | Pedro Acosta            | Red Bull KTM Ajo         | Kalex        | 25   | +7.960    | 6º      | 13    |
| 5º   | 37 | Augusto Fernández       | Red Bull KTM Ajo         | Kalex        | 25   | +8.037    | 3º      | 11    |
| 6º   | 40 | Arón Canet              | Flexbox HP40             | Kalex        | 25   | +9.401    | 13º     | 10    |
| 7º   | 21 | Alonso López            | CAG Speed Up             | Boscoscuro   | 25   | +12.995   | 2º      | 9     |
| 8º   | 23 | Marcel Schrötter        | Liqui Moly Intact GP     | Kalex        | 25   | +18.254   | 8º      | 8     |
| 9º   | 75 | Albert Arenas           | Zinia GasGas Aspar       | Kalex        | 25   | +20.661   | 9º      | 7     |
| 10º  | 52 | Jeremy Alcoba           | Liqui Moly Intact GP     | Kalex        | 25   | +22.227   | 19º     | 6     |
| 11º  | 9  | Jorge Navarro           | Flexbox HP40             | Kalex        | 25   | +23.443   | 17º     | 5     |
| 12º  | 7  | Barry Baltus            | RW Racing GP             | Kalex        | 25   | +25.793   | 18º     | 4     |
| 13º  | 6  | Cameron Beaubier        | American Racing          | Kalex        | 25   | +27.788   | 11º     | 3     |
| 14º  | 16 | Joe Roberts             | Italtrans Racing         | Kalex        | 25   | +27.909   | 20º     | 2     |
| 15º  | 64 | Bo Bendsneyder          | Pertamina Mandalika SAG  | Kalex        | 25   | +28.347   | 16º     | 1     |
| 16º  | 28 | Niccolò Antonelli       | Mooney VR46 Racing       | Kalex        | 25   | +34.611   | 25º     |       |
| 17º  | 8  | Senna Agius             | Elf Marc VDS Racing      | Kalex        | 25   | +34.928   | 21º     |       |
| 18º  | 84 | Zonta van den Goorbergh | RW Racing GP             | Kalex        | 25   | +36.314   | 24º     |       |
| 19º  | 42 | Marcos Ramírez          | MV Agusta Forward Racing | MV Agusta F2 | 25   | +44.837   | 22º     |       |
| 20º  | 24 | Simone Corsi            | MV Agusta Forward Racing | MV Agusta F2 | 25   | +48.602   | 27º     |       |
| 21º  | 33 | Rory Skinner            | American Racing          | Kalex        | 25   | +48.814   | 31º     |       |
| 22º  | 29 | Taiga Hada              | Pertamina Mandalika SAG  | Kalex        | 25   | +59.204   | 30º     |       |

### Ritirati
| Nº | Pilota              | Squadra                 | Motocicletta | Giri | Griglia |
| -- | ------------------- | ----------------------- | ------------ | ---- | ------- |
| 54 | Fermín Aldeguer     | CAG Speed Up            | Boscoscuro   | 20   | 12º     |
| 13 | Celestino Vietti    | Mooney VR46 Racing      | Kalex        | 18   | 7º      |
| 19 | Lorenzo Dalla Porta | Italtrans Racing        | Kalex        | 17   | 10º     |
| 14 | Tony Arbolino       | Elf Marc VDS Racing     | Kalex        | 17   | 15º     |
| 12 | Filip Salač         | Gresini Racing          | Kalex        | 10   | 14º     |
| 18 | Manuel González     | Yamaha VR46 Master Camp | Kalex        | 6    | 26º     |
| 81 | Keminth Kubo        | Yamaha VR46 Master Camp | Kalex        | 5    | 28º     |
| 4  | Sean Dylan Kelly    | American Racing         | Kalex        | 5    | 29º     |
| 61 | Alessandro Zaccone  | Gresini Racing          | Kalex        | 1    | 23º     |

## Moto3

### Arrivati al traguardo
| Pos. | Nº | Pilota               | Squadra                   | Motocicletta  | Giri | Tempo     | Griglia | Punti |
| ---- | -- | -------------------- | ------------------------- | ------------- | ---- | --------- | ------- | ----- |
| 1º   | 71 | Ayumu Sasaki         | Sterilgarda Husqvarna Max | Husqvarna     | 23   | 39'03.516 | 2º      | 25    |
| 2º   | 24 | Tatsuki Suzuki       | Leopard Racing            | Honda NSF250R | 23   | +0.064    | 7º      | 20    |
| 3º   | 44 | David Muñoz          | Boé Motorsports           | KTM RC 250 GP | 23   | +0.292    | 16º     | 16    |
| 4º   | 53 | Deniz Öncü           | Red Bull KTM Tech3        | KTM RC 250 GP | 23   | +0.344    | 3º      | 13    |
| 5º   | 11 | Sergio García        | AutoSolar GasGas Aspar    | Gas Gas       | 23   | +2.453    | 11º     | 11    |
| 6º   | 10 | Diogo Moreira        | MT Helmets - MSI          | KTM RC 250 GP | 23   | +2.636    | 6º      | 10    |
| 7º   | 28 | Izan Guevara         | AutoSolar GasGas Aspar    | Gas Gas       | 23   | +3.074    | 8º      | 9     |
| 8º   | 96 | Daniel Holgado       | Red Bull KTM Ajo          | KTM RC 250 GP | 23   | +3.109    | 1º      | 8     |
| 9º   | 17 | John McPhee          | Sterilgarda Husqvarna Max | Husqvarna     | 23   | +7.474    | 18º     | 7     |
| 10º  | 27 | Kaito Toba           | CIP Green Power           | KTM RC 250 GP | 23   | +7.713    | 9º      | 6     |
| 11º  | 48 | Iván Ortolá          | Angeluss MTA              | KTM RC 250 GP | 23   | +7.786    | 19º     | 5     |
| 12º  | 7  | Dennis Foggia        | Leopard Racing            | Honda NSF250R | 23   | +8.855    | 5º      | 4     |
| 13º  | 6  | Ryusei Yamanaka      | MT Helmets - MSI          | KTM RC 250 GP | 23   | +8.952    | 15º     | 3     |
| 14º  | 43 | Xavier Artigas       | CFMoto Racing PrüstelGP   | CFMoto        | 23   | +9.143    | 21º     | 2     |
| 15º  | 82 | Stefano Nepa         | Angeluss MTA              | KTM RC 250 GP | 23   | +9.260    | 10º     | 1     |
| 16º  | 20 | Lorenzo Fellon       | SIC58 Squadra Corse       | Honda NSF250R | 23   | +17.777   | 23º     |       |
| 17º  | 31 | Adrián Fernández     | Red Bull KTM Tech3        | KTM RC 250 GP | 23   | +20.558   | 22º     |       |
| 18º  | 5  | Jaume Masiá          | Red Bull KTM Ajo          | KTM RC 250 GP | 23   | +20.597   | 12º     |       |
| 19º  | 54 | Riccardo Rossi       | SIC58 Squadra Corse       | Honda NSF250R | 23   | +20.632   | 4º      |       |
| 20º  | 23 | Elia Bartolini       | QJMotor Avintia Racing    | KTM RC 250 GP | 23   | +20.659   | 27º     |       |
| 21º  | 19 | Scott Ogden          | VisionTrack Racing        | Honda NSF250R | 23   | +20.738   | 17º     |       |
| 22º  | 66 | Joel Kelso           | CIP Green Power           | KTM RC 250 GP | 23   | +27.578   | 13º     |       |
| 23º  | 16 | Andrea Migno         | Rivacold Snipers          | Honda NSF250R | 23   | +30.848   | 14º     |       |
| 24º  | 64 | Mario Aji            | Honda Team Asia           | Honda NSF250R | 23   | +31.432   | 25º     |       |
| 25º  | 72 | Taiyo Furusato       | Honda Team Asia           | Honda NSF250R | 23   | +32.067   | 20º     |       |
| 26º  | 9  | Nicola Fabio Carraro | QJMotor Avintia Racing    | KTM RC 250 GP | 23   | +34.243   | 26º     |       |
| 27º  | 67 | Alberto Surra        | Rivacold Snipers          | Honda NSF250R | 23   | +49.114   | 29º     |       |
| 28º  | 22 | Ana Carrasco         | Boé Motorsports           | KTM RC 250 GP | 23   | +49.173   | 30º     |       |
| 29º  | 70 | Joshua Whatley       | VisionTrack Racing        | Honda NSF250R | 23   | +49.442   | 28º     |       |

### Ritirato
| Nº | Pilota       | Squadra                 | Motocicletta | Giri | Griglia |
| -- | ------------ | ----------------------- | ------------ | ---- | ------- |
| 99 | Carlos Tatay | CFMoto Racing PrüstelGP | CFMoto       | 9    | 24º     |

## MotoE
Tutti i piloti sono dotati di motocicletta fornita dalla Energica.

### Gara 1

#### Arrivati al traguardo
| Pos. | Nº | Pilota             | Squadra                    | Giri | Tempo     | Griglia | Punti |
| ---- | -- | ------------------ | -------------------------- | ---- | --------- | ------- | ----- |
| 1º   | 51 | Eric Granado       | LCR E-Team                 | 7    | 11'55.313 | 1º      | 25    |
| 2º   | 77 | Dominique Aegerter | Dynavolt Intact GP         | 7    | +1.271    | 5º      | 20    |
| 3º   | 71 | Miquel Pons        | LCR E-Team                 | 7    | +1.797    | 8º      | 16    |
| 4º   | 78 | Hikari Ōkubo       | Avant Ajo                  | 7    | +3.369    | 12º     | 13    |
| 5º   | 4  | Héctor Garzó       | Tech3 E-racing             | 7    | +3.589    | 10º     | 11    |
| 6º   | 17 | Alex Escrig        | Tech3 E-racing             | 7    | +3.619    | 9º      | 10    |
| 7º   | 21 | Kevin Zannoni      | Ongetta SIC58 Squadracorse | 7    | +3.904    | 4º      | 9     |
| 8º   | 40 | Jordi Torres       | Pons Racing 40             | 7    | +4.634    | 11º     | 8     |
| 9º   | 12 | Javier Forés       | Octo Pramac                | 7    | +11.745   | 14º     | 7     |
| 10º  | 34 | Kevin Manfredi     | Octo Pramac                | 7    | +11.911   | 13º     | 6     |
| 11º  | 6  | María Herrera      | Zinia Aspar                | 7    | +14.111   | 15º     | 5     |
| 12º  | 70 | Marc Alcoba        | Zinia Aspar                | 7    | +14.245   | 17º     | 4     |
| 13º  | 18 | Xavier Cardelús    | Avintia Esponsorama Racing | 7    | +16.888   | 7º      | 3     |
| 14º  | 11 | Matteo Ferrari     | Felo Gresini               | 7    | +38.622   | 3º      | 2     |

#### Ritirati
| Nº | Pilota         | Squadra        | Giri | Griglia |
| -- | -------------- | -------------- | ---- | ------- |
| 27 | Mattia Casadei | Pons Racing 40 | 6    | 2º      |
| 7  | Niccolò Canepa | WithU GRT RNF  | 3    | 6º      |
| 38 | Bradley Smith  | WithU GRT RNF  | 0    | 16º     |

### Gara 2

#### Arrivati al traguardo
| Pos. | Nº | Pilota             | Squadra                    | Giri | Tempo     | Griglia | Punti |
| ---- | -- | ------------------ | -------------------------- | ---- | --------- | ------- | ----- |
| 1º   | 51 | Eric Granado       | LCR E-Team                 | 7    | 11'54.464 | 1º      | 25    |
| 2º   | 71 | Miquel Pons        | LCR E-Team                 | 7    | +0.248    | 8º      | 20    |
| 3º   | 77 | Dominique Aegerter | Dynavolt Intact GP         | 7    | +0.428    | 5º      | 16    |
| 4º   | 27 | Mattia Casadei     | Pons Racing 40             | 7    | +0.482    | 2º      | 13    |
| 5º   | 17 | Alex Escrig        | Tech3 E-racing             | 7    | +2.641    | 9º      | 11    |
| 6º   | 18 | Xavier Cardelús    | Avintia Esponsorama Racing | 7    | +2.769    | 7º      | 10    |
| 7º   | 78 | Hikari Ōkubo       | Avant Ajo                  | 7    | +3.082    | 12º     | 9     |
| 8º   | 4  | Héctor Garzó       | Tech3 E-racing             | 7    | +3.311    | 10º     | 8     |
| 9º   | 11 | Matteo Ferrari     | Felo Gresini               | 7    | +3.952    | 3º      | 7     |
| 10º  | 40 | Jordi Torres       | Pons Racing 40             | 7    | +4.455    | 11º     | 6     |
| 11º  | 34 | Kevin Manfredi     | Octo Pramac                | 7    | +5.469    | 13º     | 5     |
| 12º  | 7  | Niccolò Canepa     | WithU GRT RNF              | 7    | +5.785    | 6º      | 4     |
| 13º  | 21 | Kevin Zannoni      | Ongetta SIC58 Squadracorse | 7    | +6.534    | 4º      | 3     |
| 14º  | 6  | María Herrera      | Zinia Aspar                | 7    | +7.403    | 15º     | 2     |
| 15º  | 70 | Marc Alcoba        | Zinia Aspar                | 7    | +7.911    | 17º     | 1     |

#### Non partito
| Nº | Pilota       | Squadra     | Griglia |
| -- | ------------ | ----------- | ------- |
| 12 | Javier Forés | Octo Pramac | 14º     |